# جاردين ماثيسون
جاردين ماثيسون القابضة المحدودة (المعروف أيضا باسم فندق جاردينز) هو تكتل شركات متعددة الجنسيات تأسست في برمودا ومقرها في هونغ كونغ ، مدرجة مع القائمة الأساسية في بورصة لندن والقوائم الثانوية في بورصة سنغافورة و بورصة برمودا للأوراق المالية .  تقع غالبية مصالحها التجارية في آسيا ، وتشمل شركاتها الفرعية جاردين باسيفيك ، وجاردين موتورز ، وجاردين لويد تومبسون ، وهونجكونج لاند ، وجاردين استراتيجي هولدنجز ، ديري فارم ، ومجموعة ماندارين أورينتال ، وجاردين سايكل آند كاريدج ، وأسترا إنترناشيونال .    ترعى منحة جاردين .
كانت جاردينز واحدة من المنازل التجارية الأصلية في هونغ كونغ أو هونجز التي يعود تاريخها إلى إمبريال الصين ، وحتى ديسمبر 2010 ، كانت 41 في المائة من أرباح الشركة لا تزال تُربح في الصين.  تسيطر الشركة على عائلة كيسويك ، الذين هم أحفاد شقيقة المؤسس المشارك ويليام جاردين ، جون جونستون.
في عام 2013 ، كانت كل من جاردين ماثيسون و جاردين الاستراتيجي من بين أفضل 200 شركة يتم تداولها علنًا في العالم ، حسب القيمة السوقية . 

## روابط خارجية
- الموقع الرسمي
- الموقع الرسمي لمجموعة Jardine Motors
- الموقع الرسمي لخدمات جاردين للشحن
- 437. جاردين ماثيسون / فورتشن جلوبال 500